# Handel Gothic

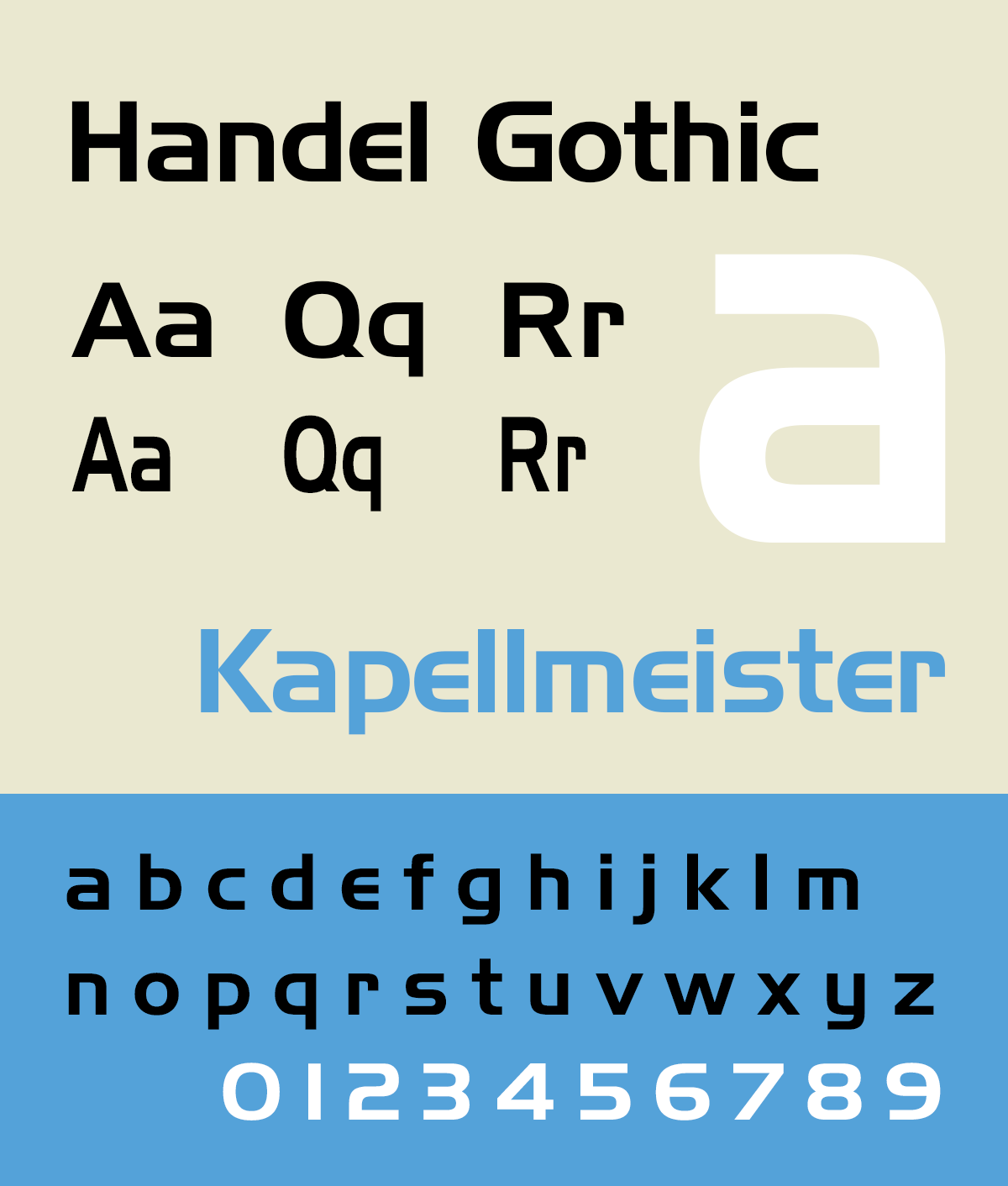
Beispiel der Handel Gothic

Die Schriftart Handel Gothic ist eine Groteskschrift, die von dem Typografen Don Handel gestaltet wurde. Handel konzipierte die Schrift Mitte der 1960er Jahre. Die Schriftart wurde aufgrund ihres futuristischen Aussehens ein Erfolg und wurde u. a. von der Fluggesellschaft United Airlines eingesetzt.

## Verwendung der Schrift (Beispiele)

Beispiele für die Verwendung der Handel Gothic
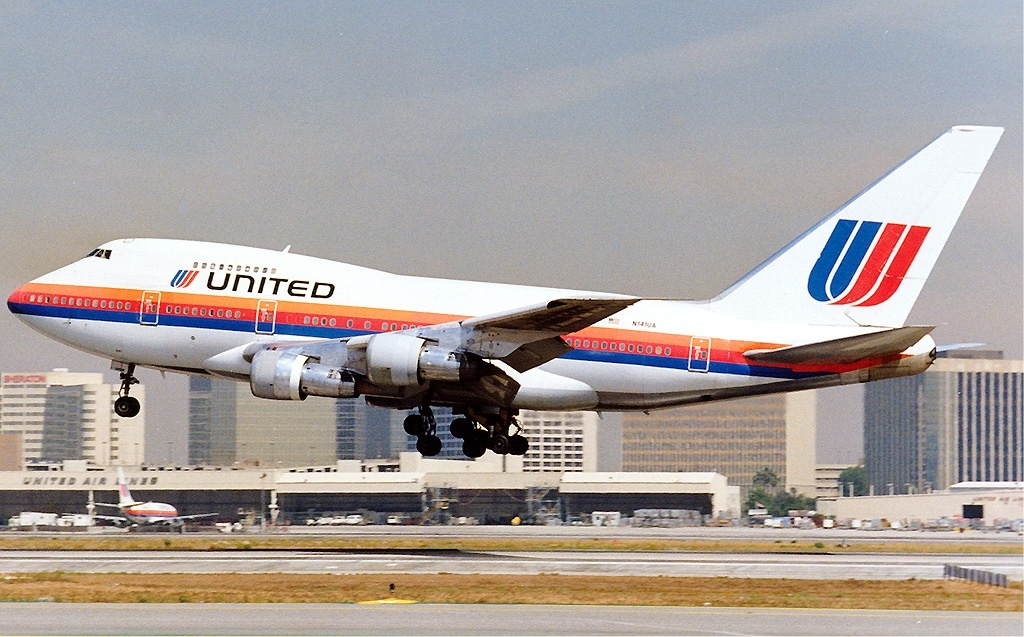
Linienmaschine der Fluggesellschaft United Airlines
Logo des Zweiten Deutschen Fernsehens
Logo des Allgemeinen Deutschen Fahrrad-Clubs
Logo der südkoreanischen Rundfunkgesellschaft KBS (Korean Broadcasting System)